# 特鲁维尔
特鲁维尔（法語：Trouville，法語發音：[tʁuvil]）是法国滨海塞纳省的一个市镇，属于勒阿弗尔区。

## 地理
特鲁维尔（49°34'26"N, 0°36'2"E）面积10.38 平方千米，位于法国诺曼底大区滨海塞纳省，该省份为法国北部沿海省份，其西部及北部濒大西洋英吉利海峡，东起顺时针与索姆省、瓦兹省、厄尔省和卡爾瓦多斯省接壤。
与特鲁维尔接壤的市镇（或旧市镇、城区）包括：阿尔维马尔、伯兹维莱特、博勒维尔、富卡尔、格朗康、兰托、圣欧班德克雷托、圣尼古拉德拉艾。
特鲁维尔的时区为UTC+01:00、UTC+02:00（夏令时）。

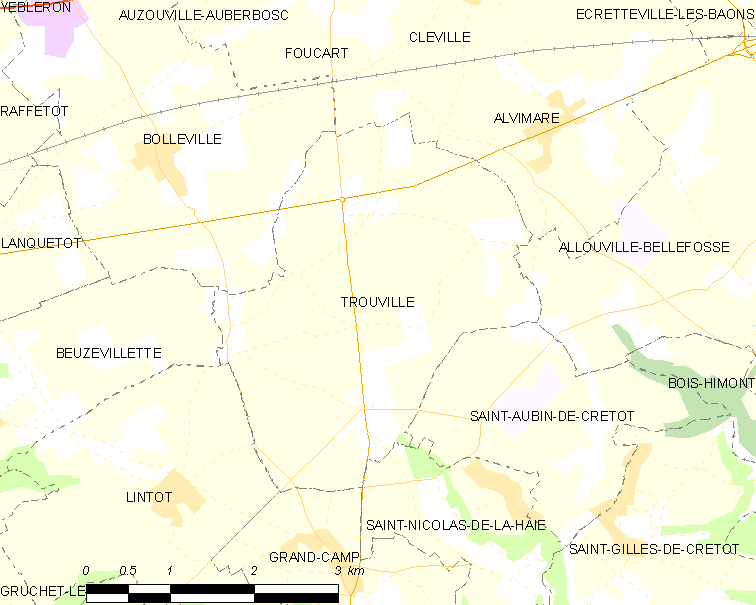
特鲁维尔的OSM定位图

## 行政
特鲁维尔的邮政编码为76210，INSEE市镇编码为76715。

## 政治
特鲁维尔所属的省级选区为塞纳河畔热罗姆港县。

## 人口

1962-2008年间特鲁维尔人口变化图示

特鲁维尔于2022年1月1日时的人口数量为617人。